# Absbroekbos
Het Absbroekbos is een bosgebied van circa 70 hectare ten westen van Munstergeleen (gemeente Sittard-Geleen) in het zuiden van de Nederlandse provincie Limburg. Het is een jong gemengd loofbos, dat aangeplant is in het begin van de 21e eeuw op voormalige landbouwgronden in het dal van de Geleenbeek. Het is opgenomen als onderdeel van het natuurgebied het Geleenbeekdal en wordt beheerd door de Vereniging Natuurmonumenten.
Het Absbroekbos is aangelegd met als doel een groene buffer te vormen tussen de sterk verstedelijkte kernen van Sittard, Geleen en Munstergeleen. Al in het begin van de jaren negentig waren er plannen om in het nog resterende onbebouwde gebied tussen de plaatsen een bos aan te leggen: het "Middenbos". Het Absbroekbos is daar vooralsnog het enige resultaat van en omvat het gebied ten oosten van de spoorlijn Sittard - Herzogenrath. In 2004 is in het voormalige landbouwgebied begonnen met de aanplant van de eerste bomen. Er zijn inmiddels twee aaneengesloten bossen te vinden; een bestaand bos op het voormalige landgoed Abshoven is daarin opgenomen. Daarnaast zijn er graslanden, kleinschalige akkers en boomgaarden ingericht. Momenteel is het gebied nog in ontwikkeling.